# 161661 Bobbyclarke
161661 Bobbyclarke este o planetă minoră (asteroid) din centura de asteroizi. A fost descoperită pe 6 februarie 2006 la Mount Lemmon⁠(d) de Mount Lemmon Survey⁠(d). 
Obiectul prezintă o orbită caracterizată de o semiaxă mare de 2,3745696010298 UAi, o excentricitate de 0,17084848397276, o înclinație de 0,76075251213405 ° în raport cu ecliptica.